# Cliff Avril
Clifford Samuel „Cliff“ Avril (* 8. April 1986 in Jacksonville, Florida) ist ein ehemaliger US-amerikanischer American-Football-Spieler. Er spielte auf der Position des Defensive End für die Seattle Seahawks und Detroit Lions in der National Football League (NFL).

## NFL

### Detroit Lions
Avril wurde im NFL Draft 2008 von den Detroit Lions als 92. Spieler in der dritten Runde gedraftet, bei denen er einen Dreijahresvertrag unterschrieb. In der Saison 2011 spielte er erstmals in allen 16 Spielen. Zusätzlich war er der Defensive End, welcher in dieser Saison mit 6 die meisten Fumbles erzwang. Außerdem gelang ihm sein erster Touchdown. Am 5. März 2012 belegten die Lions Avril mit dem non-exclusive Franchise Tag um ihn für die Saison 2012 zu halten.

### Seattle Seahawks
Am 13. März 2013 unterschrieb Avril einen Zweijahresvertrag bei den Seattle Seahawks. In derselben Saison gewann er mit den Seahawks den Super Bowl XLVIII. Er stellte dabei den Super-Bowl-Rekord für den schnellsten Punktgewinn auf, als er nach zwölf Sekunden einen Safety erzielte. Zusätzlich wurde er der erste Super-Bowl-Sieger, welcher zuvor in einer 0-Siege-Mannschaft war. Am 19. Dezember 2014 verlängerte Avril seinen Vertrag um vier Jahre. In der Saison 2014 erreichte er erneut den Super Bowl, verlor diesen aber. Avril erlitt dabei im dritten Viertel eine Gehirnerschütterung.
In der Saison 2015 erzielte er neun Sacks und 31 Solo-Tackles, was einen persönlichen Bestwert darstellte. 2016 führte Avril die Seahawks mit 11,5 Sacks an. Er wurde dafür in den Pro Bowl berufen. In der Saison 2017 zog er sich am vierten Spieltag eine Nackenverletzung zu, welche zu Taubheit in seinen Händen führte. Er wurde kurz darauf auf der Injured Reserve List platziert. Am 4. Mai 2018 wurde Avril nach einer nicht bestandenen medizinischen Untersuchung entlassen. Er beendete daraufhin seine Karriere.

## NFL Trophy Tour 2018
Cliff Avril war während der NFL Trophy Tour 2018 zu Gast in Deutschland, unter anderen in Hamburg und Köln.